# Махлинець (річка)
Махлине́ць — річка в Україні, у межах Стрийського і Жидачівського районів Львівської області. Ліва притока Крехівки (басейн Дністра).

## Опис
Довжина річки 14 км, площа басейну 21,3 км². Річка переважно рівнинного типу. Заплава двобічна, порівняно розлога. Річище слабозвивисте, на деяких ділянках випрямлене, місцями є перекати.

## Розташування
Махлинець бере початок у лісовому масиві, на схід від села Лотатники. Тече переважно на схід. Впадає до Крехівки біля західної околиці села Крехова.
Річка тече повз південно-східну частину села Махлинець.